# Albula (Svizzera)
Albula (ufficialmente Albula/Alvra, in cui Albula è la denominazione in tedesco e Alvra quella in romancio) è un comune svizzero di 1 310 abitanti del Canton Grigioni, nella regione Albula della quale è capoluogo.

## Geografia fisica
Albula è situato nella valle dell'omonimo fiume, presso la confluenza con il Giulia. La sede comunale dista 29 km da Coira, 34 km da Davos, 49 km da Sankt Moritz e 102 km da Bellinzona. Il punto più elevato del comune è a quota 3098 m s.l.m. sul Piz Mitgel, al confine con Surses e Filisur.

## Storia
Il comune di Albula è stato istituito il 1º gennaio 2015 con la fusione dei comuni soppressi di Alvaneu, Alvaschein, Brinzauls, Mon, Stierva, Surava e Tiefencastel; capoluogo comunale è Tiefencastel.

## Monumenti e luoghi d'interesse
- Parco Ela

## Geografia antropica

### Frazioni
Le frazioni di Albula sono:
- Alvaneu[3]
  - Alvaneu Bad[4]
- Alvaschein[5]
- Brinzauls[6]
  - Vazerol[7]
- Mon[8]
- Stierva[9]
- Surava[10]
- Tiefencastel[11]

## Infrastrutture e trasporti
È servito dalle stazioni di Alvaneu, di Surava e di Tiefencastel della Ferrovia Retica, sulla linea dell'Albula. L'uscita autostradale di Thusis sud, sulla A13/E43, dista 12 km.